# Ingedeukt meniezwammetje
Het ingedeukt meniezwammetje (Hydropisphaera peziza) is een schimmel behorend tot de Nectriaceae. Het leeft saprotroof op hout, zelden op schors of op de grond. Het groeit op een breed scala aan boomsoorten. Het komt ook voor op oude polyporen.

## Kenmerken
Hydropisphaera peziza is een ascomycete-schimmel met heldergele tot oranje bolvormige vruchtlichamen (0,2 - 0,4 mm breed) die worden aangetroffen op rottende polyporiën. De bolvormige vruchtlichamen (peritheca), vrij groot voor het geslacht, kunnen geïsoleerd of samen groeien. Ze hebben een enigszins prominente zwarte stip aan de bovenkant, het ostiolum, dit is de ingang naar de binnenholte; de lichamen vallen vaak in een komvorm als ze droog zijn en de kleur vervaagt tot lichtgeel of witachtig.

## Verspreiding
Hydropisphaera peziza is bekend uit Afrika (Seychellen); Azië (Japan, Pakistan); Caribische eilanden (Bermuda); Europa; Noord-Amerika (VS, Canada); en Nieuw-Zeeland. Op de Britse eilanden heeft het een breed verspreidingsgebied en is aangetroffen in Engeland, Noord-Ierland, Wales en Schotland. N. peziza is zelfs gevonden op Antarctica en groeit in de Windmill Island-groep.
In Nederland komt het ingedeukt meniezwammetje matig algemeen voor. Het staat niet op de rode lijst en is niet bedreigd.